# Wasselonne
Wasselonne település Franciaországban, Bas-Rhin megyében. Lakosainak száma 5777 fő (2022. január 1.). Wasselonne Cosswiller, Crastatt, Hohengœft, Marlenheim, Nordheim, Romanswiller, Wangen és Westhoffen községekkel határos.

## Népesség
A település népessége az elmúlt években az alábbi módon változott:
| Lakosok száma | 5614 | 5628 | 5704 | 5652 | 5661 | 5711 | 5755 | 5774 | 5777 |
|               | 2013 | 2015 | 2016 | 2017 | 2018 | 2019 | 2020 | 2021 | 2022 |